# Juanito Alfonso
Juanito José Alfonso Guevara (Paraguay; 24 de junio de 1990) es un futbolista paraguayo. Juega de guardameta y su equipo actual es el Independiente FBC de la División Intermedia.

## Trayectoria
Formado en las inferiores del 12 de Octubre, Alfonso comenzó a jugar como portero a los 14 años, anteriormente jugaba como delantero.
En 2019 se integró al Club Fulgencio Yegros de la segunda división.
En 2020 llegó al Sportivo Luqueño, club donde estuvo por dos temporadas sin mucha titularidad.
Tras su salida del Luqueño, Alfonso fichó en el General Caballero (Mallorquín) en 2021, y junto al cual se coronó campeón de la División Intermedia de 2021, logrando así ascender a la Primera División.
En 2023 volvió al Deportivo Recoleta, con el cual se coronó campeón de la Intermedia en 2024, el mismo acababa de ascender a la misma en 2022.

## Clubes
| Club                    | País     | Año           |
| ----------------------- | -------- | ------------- |
| 12 de Octubre (Itauguá) | Paraguay | 2014-2015     |
| Dep. Capiatá            | Paraguay | 2015-2017     |
| Sport. Trinidense       | Paraguay | 2017-2018     |
| Dep. Recoleta           | Paraguay | 2018-2019     |
| Fulgelcio Yegros        | Paraguay | 2019          |
| Sport. Luqueño          | Paraguay | 2020-2021     |
| Gral. Caballero (JLM)   | Paraguay | 2021-2023     |
| Dep. Recoleta           | Paraguay | 2023-2024     |
| Independiente FBC       | Paraguay | 2025-presente |

## Palmarés

### Títulos nacionales
| Título              | Club                  | País     | Año  |
| ------------------- | --------------------- | -------- | ---- |
| División Intermedia | Gral. Caballero (JLM) | Paraguay | 2021 |
| División Intermedia | Dep. Recoleta         | Paraguay | 2024 |

## Vida personal
Alfonso es ingeniero en Marketing.